# Beigeordneter Minister
Beigeordneter Minister (französisch ministre auprès d’un ministre oder ministre délégué, auch: ministre chargé de …) ist ein Amt in einer französischen Regierung. Ein beigeordneter Minister hat Kabinettsrang, ist aber in der Regel einem anderen Minister beigeordnet, das heißt diesem unterstellt.
Ein einem anderen Minister beigeordneter Minister ist häufig für wichtige Teilgebiete des jeweiligen Ministeriums zuständig. Beispielsweise war 2011 Thierry Mariani im Ministerium für Umwelt, nachhaltige Entwicklung, Transport und Wohnungsbau unter der Ministerin Nathalie Kosciusko-Morizet beigeordneter Minister für Transport. In diesem Fall übernimmt der beigeordnete Minister unter Aufsicht der Ministerin, die ein breites Zuständigkeitsgebiet hat, die federführende Verantwortung für einen Teilbereich. Auch die traditionell dem Innenministerium zugeschlagene Verantwortung für die Belange der französischen Überseegebiete wird dort oft einem beigeordneten Minister übertragen.
Es kann auch dem Premierminister beigeordnete Minister geben, selbst ministres délégués ohne vorgesetzten Minister gab es in der Vergangenheit.
In der Regierungshierarchie und protokollarisch stehen die beigeordneten Minister zwischen den Ministern und den Staatssekretären (secrétaires d’État).